# 日本教育工学会
日本教育工学会（いっぱんしゃだんほうじん にほんきょういくこうがっかい、英語: JAPAN SOCIETY FOR EDUCATIONAL TECHNOLOGY）は教育工学を扱う学会である。1984年に設立され、2021年03月に任意団体から一般社団法人へと移行した。全国大会は、2019年から発表・交流・共有の機会を増やすため，秋と春の開催となった。

## 概要
1960年代後半からの教育内容の現代化と教育方法の近代化の流れの中で、教育工学が発展してきた。科学研究費補助金特定研究科学教育（教育工学を含む）による財政的支援や、視聴覚教育学会、放送教育学会、電子通信学会教育技術研究会、CAI学会（現 教育システム情報学会）、日本科学教育学会、日本教育工学協会、日本教育工学振興会、教育工学センター協議会などの学協会活動を経て、1979年に日本教育工学会発足準備会を結成した。東洋、藤田恵爾、星野昭彦、菊川健、小金井正巳、中野照海、坂元昂が委員であった。1984年11月に716名の会貝を得て、「日本教育工学会」が設立された。東洋が初代会長となった。現在、学術論文誌「日本教育工学雑誌」の刊行、教育工学研究、現代教育工学などの市販専門誌の刊行、教育工学に関する著書の出版を行っている。